# خوش‌چوپان‌لی، سالیان
خوش‌چوپان‌لی (به ترکی آذربایجانی: Khoshchobanly) یک منطقهٔ مسکونی در جمهوری آذربایجان است که در شهرستان سالیان واقع شده‌است.